# Бронштейн, Михаил Лазаревич
Михаил Лазаревич Бронштейн (23 января 1923, Петроград — 9 апреля 2022) — советский и эстонский экономист, академик АН Эстонии, академик Международной Академии менеджмента, член Международного союза экономистов.

## Биография
Михаил Лазаревич Бронштейн родился 23 января 1923 года в Петрограде. Учился в Ленинграде в еврейской школе с обучением на русском языке и идише; в 1934 году школа была превращена в русскую. В 1940 году поступил в Химико-технологический институт на военный факультет по специальности «Пороха и боеприпасы». Участник Великой Отечественной войны. В годы войны служил в составе войск ПВО.
Окончил экономический факультет Ленинградского университета (ЛГУ). Преподавал в Тартуском университете. Доктор экономических наук с 1965, профессор с 1966, академик Академии наук Эстонской ССР с 1975.
Народный депутат СССР от Тартуского-Советского национально-территориального избирательного округа № 477 Эстонской ССР в 1989—1991 годах. Член Комитета Верховного Совета СССР по вопросам экономической реформы.
С 1991 по 1995 г. — консультант по экономическим вопросам в эстонском посольстве в Москве. Затем — консультант по проблемам логистики и транзита.
Автор более 350 научных публикаций, в том числе 12 монографий по проблемам макроэкономического регулирования и перехода к рыночной экономике.
Награждён орденами Отечественной войны II степени, Трудового Красного Знамени, медалями «За боевые заслуги», «За победу над Германией». Кавалер эстонского ордена Белой Звезды III степени (2006).
Скончался 9 апреля 2022 года на 100-м году жизни.

## Семья
- Жена — Белла Барская (1925—2004).
  - Сын — Александр Бронштейн (род. 1954), математик, физико-математических наук, предприниматель; является совладельцем компании «Севзаппром» и членом Совета директоров ОАО «СУАЛ-Холдинг»; был главным спонсором строительства Таллинской синагоги.
  - Дочь — Елена Михайловна Колесникова (род. 1958), экономист, в 1980 году закончила Тартуский университет.

## Основные произведения
- Природно-экономические различия и выравнивание условий воспроизводства в колхозах : в 2-х томах : диссертация … доктора экономических наук : 08.00.00. — Тарту, 1965. — 684 с. : ил. + Прил. (6 л.: табл.).
- Природно-экономические различия и стимулирование колхозного производства. — Москва : Экономика, 1968. — 207 с. : схем.; 21 см.
- Оценка земли и её использование в планировании и экономическом стимулировании / [М. Л. Бронштейн, А. Я. Борук, В. Э. Трей и др.]; Под ред. М. Л. Бронштейна. — М. : Экономика, 1984. — 159 с.; 21 см.
- Земля и хозрасчетные отношения. — Москва : Колос, 1978. — 168 с.; 20 см.
- На рубеже эпох. — Таллинн: Издательство КПД, 2002. — 104 с. ISBN 998589927X.